# Сулейманов, Джавид Иззет оглы
Джавид Иззет оглы Сулейманов (азерб. Süleymanov Cavid İzzət oğlu, род. 26 февраля 1989 года, Шуша, Азербайджанская ССР, СССР) — азербайджанский волейболист, диагональный команды «Сархадчи» и национальной сборной Азербайджана. Является также членом сборной Азербайджана по пляжному волейболу.

## Биография
Родившийся 26 февраля 1989 года в городе Шуша Джавид Сулейманов, занимается волейболом с 16 лет, в бакинской средней школе №44, под руководством опытного тренера, бывшего наставника сборной Азербайджана - Октая Мусаева. Провёл в данной школе 2 года, с 2005 по 2007 год. В 2007-2011 годах был студентом факультета «культурологии» Азербайджанского государственного института культуры и искусства.

## Клубная карьера

### Волейбол
- 2008—2011 — «Азернефть» (Баку)  [1]
- 2011— н.в. — «Сархадчи» (Баку)

С 2011 года выступает в команде «Сархадчи», которая как представитель Низаминского района города Баку ведет борьбу в чемпионате Азербайджана в зоне VI, наряду с представителями Сабунчинского, Сураханского, Хазарского, Хатаинского, Ясамальского, Наримановского, Бинагадинского, Насиминского, Карадагского, Сабаильского и Пираллахинского районов города Баку и Зангиланского района Азербайджана.
В сезоне 2010/2011 годов в составе ВК «Азернефть» (Баку) принимал участие в первом квалификационном раунде Кубка Вызова ЕКВ.

### Пляжный волейбол
- 2010-2012 - ПВК «Сархадчи» (Баку)
- 2012-2013 - ПВК «Нефтчи» (Баку)
- 2013—н. в. - ПВК «Сархадчи 1» (Баку)

## Сборная Азербайджана

### Волейбол
С 2010 года является одним из основных игроков национальной сборной Азербайджана по волейболу. Выступает в команде под №3.

#### Статистика игр
24, 25 и 26 мая 2013 года принимал участие в матчах квалификационного раунда чемпионата мира по волейболу в составе национальной сборной Азербайджана против сборных Хорватии, Нидерландов и Боснии и Герцеговины, проходивших в столице Хорватии - Загребе.

### Пляжный волейбол
С 2009 года защищает цвета сборной Азербайджана по пляжному волейболу.

## Достижения

### Пляжный волейбол
В паре с Туралом Гасанли достиг нижеследующих успехов:
- 2010 год - чемпион Азербайджана в составе ПВК «Сархадчи» Баку;
- 2011 год - бронзовый призёр чемпионата Азербайджана в составе ПВК «Сархадчи 2»;[8]
- 2012 год - чемпион Азербайджана в составе ПВК «Нефтчи»;
- 2013 год - победитель открытого чемпионата Азербайджана в составе ПВК «Сархадчи 1»;[9][10]

## Интересные факты
19 августа 2013 года президент Европейской конфедерации волейбола Андре Мейер, а также вице-президент ЕКВ Ян Хронек присутствовали на финале чемпионата Азербайджана по пляжному волейболу среди мужских и женских команд, на котором Джавид Сулейманов в паре с Туралом Гасанли стали чемпионами Азербайджана, получив золотые медали от рук почетных гостей.